# فنسنت بوولنجر
فنسنت بوولنجر (بالفرنسية: Vincent Boulanger)‏ (14 يونيو 1974 فرنسا - ) هو لاعب كرة قدم فرنسي يلعب كلاعب وسط.

## روابط خارجية
- فنسنت بوولنجر على موقع قاعدة بيانات كرة القدم.إي يو (الإنجليزية)